# Тотоаба
Тотоабa (лат. Totoaba macdonaldi) — вид морских лучепёрых рыб, единственный в роде Totoaba и крупнейший представитель семейства горбылёвых. Обитает в водах США и Мексики, в Калифорнийском заливе. Прилов при ловле тотоабы — одна из причин сокращения численности калифорнийских морских свиней. Красная книга МСОП относит тотоабу к числу уязвимых видов; вид внесён в Приложение I СИТЕС и считается находящимся под угрозой согласно Закону о вымирающих видах США.

## Жизненный цикл
Тотоаба может вырастать до веса в 100 кг и длины в 2 м. Живут эти рыбы до 24 лет, а половой зрелости достигают не ранее 6—7. Основу питания составляют другие рыбы и мелкие ракообразные.

## Экономическое значение
Промышленный лов рыбы вёлся с 1920-х годов, к середине 1940-х достиг значительных объёмов, но снизился к 1970-м. Затем имели место запреты на вылов в связи с природоохранными усилиями правительств. С 1975 года лов не ведётся. Рыба с недавних пор разводится на рыбных фермах.
В Китае плавательный пузырь тотоабы считается деликатесом, а также применяется в качестве лечебного средства традиционной (ненаучной) медицины. Мясо используется для приготовления супов. Из-за высоких цен на пузыри имеет место нелегальный промысел этой рыбы.